# Nelly Schreiber-Favre
Nelly Schreiber-Favre, née le 31 octobre 1879 à Genève et morte le 5 mai 1972 dans cette même ville, est une avocate suisse.
Elle est la première avocate de Suisse romande.

## Biographie
Nelly Schreiber-Favre naît le 31 octobre 1879 à Genève. Elle est la cadette des quatre enfants de Louis Auguste Favre-Brandit, marchand horloger, et de Mélanie Mathilde Guinand, tenancière d'une pension de famille. 
Elle décide d'entreprendre des études de droit à la suite de malheurs survenus dans sa famille. Elle se marie en 1912 à Alfred Schreiber. Ce dernier, après avoir fait ses études de droit et de notariat à Zurich, vient pour six mois à Genève, mais il y reste ensuite toute sa vie.

## Formation
Comme il n'était pas possible d'étudier le latin à l'École supérieure des jeunes filles, sa mère doit faire pour sa fille une demande d'admission spéciale à la faculté de droit de l'Université de Genève, où cette dernière réussit l'épreuve de latin en janvier 1900. Une fois sa licence obtenue en juillet 1903, elle demande son admission au barreau, qui est refusée, car les femmes ne possédaient pas les droits civiques. Cependant, grâce au soutien du professeur Alfred Martin, doyen de sa faculté, qui s'adresse au Grand Conseil, un amendement est voté le 20 octobre 1903 permettant l'accès des femmes à la profession d'avocate. Elle obtient son brevet d'avocat en 1904 et elle est assermentée en 1906. Elle devient ainsi la première avocate de Suisse romande.

## Carrière professionnelle
Elle pratique le barreau de 1906 à 1931 et, lorsqu'elle plaide en Cour d'assises en 1907, la presse relève que c'est la première plaidoirie d'une avocate en Suisse romande. Sa clientèle est principalement féminine et la consulte pour des problèmes de droit de la famille et de succession. Nelly Schreiber-Favre s'engage pour la création d'un tribunal pour jeunes délinquants, qui étaient auparavant traités comme les adultes, ce qui permet à Genève de figurer parmi les premiers cantons à disposer d'une Chambre pénale de l'enfance en 1913,.
Entre 1911 et 1940, elle donne des cours de droit à l'École ménagère professionnelle et à l'École de commerce de jeunes filles. Elle est aussi membre fondatrice de l'École sociale pour les femmes, créée en 1918, qui devient par la suite la Haute école de travail social.

## Activités institutionnelles
Après avoir cofondé en 1924 l'Association suisse des femmes universitaires avec Mariette Schaetzel et Léonore Gourfein Welt, sur les conseils d'Émilie Gourd, elle en devient la première présidente jusqu'en 1929, et elle représente l'association suisse dans la Commission de coopération intellectuelle de la Société des Nations de 1939 à 1945. Elle est vice-présidente de la Fédération internationale des femmes diplômées des universités (1926-1932). Au niveau suisse, elle œuvre dans la Commission pour les questions législatives et les assurances de l'Alliance de sociétés féminines suisses (1920-1948).
Après un engagement de près de 50 ans pour l'obtention du suffrage féminin, elle assiste à l'obtention du droit de vote pour les Genevoises sur le plan cantonal.

## Hommage et postérité

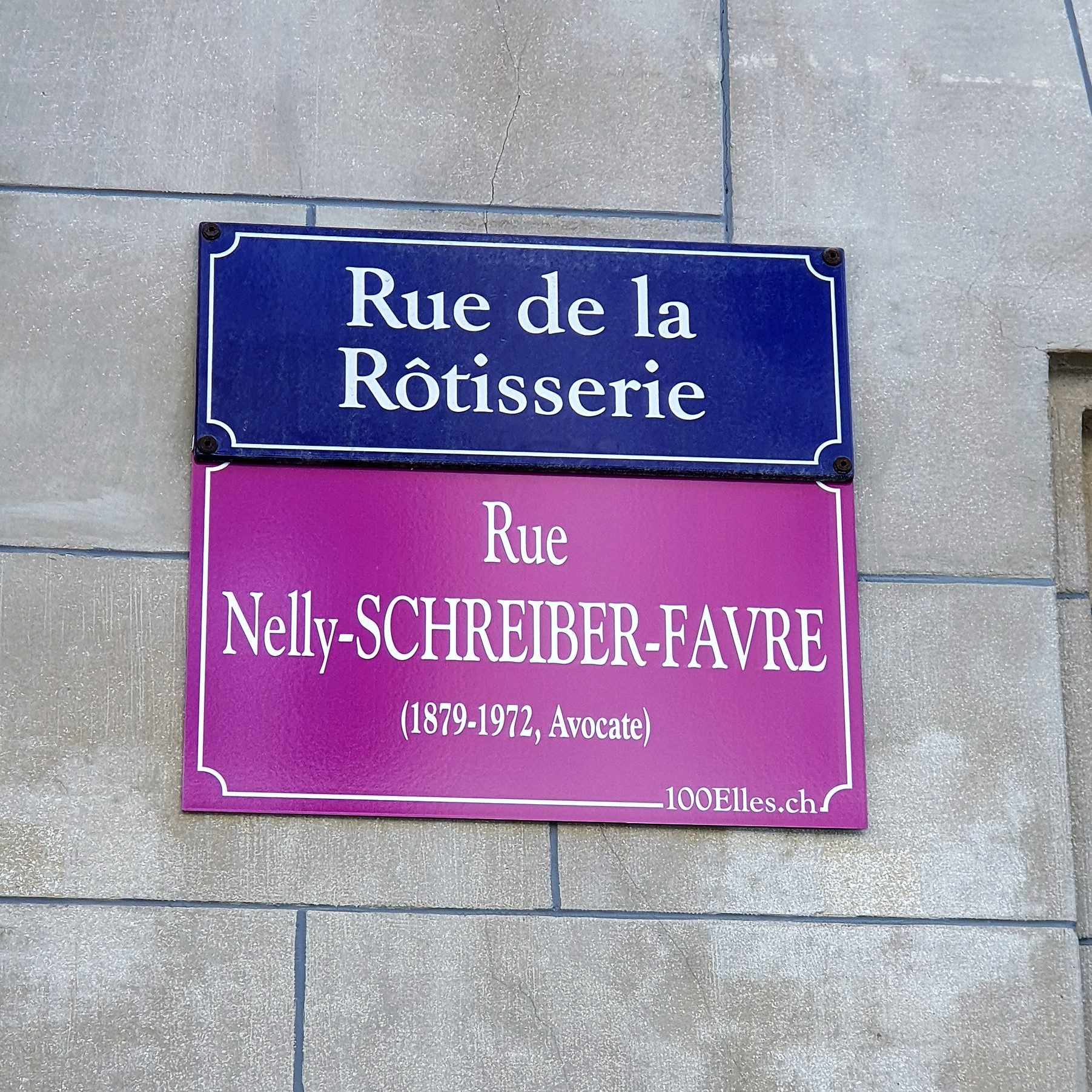
Plaque temporaire en hommage à Nelly Schreiber-Favre (7 juin 2019).

En 2019, l'association Escouade fait poser des plaques de rue temporaires à Genève en hommage aux femmes célèbres genevoises. La rue de la Rôtisserie est renommée temporairement « rue Nelly Schreiber-Favre », dans le cadre de l'initiative 100Elles,.